# 虎賁中郎督
三国蜀后主置虎贲中郎督一职，具体官秩已不可考。三国时期唯有赵统一人曾得此官职。
- 《三国志》：“（云）子统嗣，官至虎贲中郎督，行领军。”
- 《季汉官爵考三卷》：“后帝置虎贲中郎督以处赵统，按续志有虎贲中郎，主虎贲宿卫，此加督者，盖兼督兵故。”